# Rhipidolestes amamiensis
Rhipidolestes amamiensis là loài chuồn chuồn trong họ Megapodagrionidae. Loài này được Ishida mô tả khoa học đầu tiên năm 2005.